# 斯堪的纳维亚学

斯堪的纳维亚地图

北欧国家地图，包括斯堪的纳维亚和与斯堪的纳维亚有文化和政治联系的国家

斯堪的纳维亚学（Scandinavian studies）是区域研究的一门交叉学科，尤其在美国和德国，焦点是斯堪的纳维亚语言的教学，尤其是丹麦语、挪威语和瑞典语这三大语言。斯堪的纳维亚被定义为丹麦、挪威和瑞典，但在种族、文化和语言意义上，也指法罗群岛和冰岛的人民和语言；此外，芬兰的少数族裔是斯堪的纳维亚人，母语是瑞典语。

## 学术建制
在美国的一些大学，斯堪的纳维亚研究与波罗的海研究被置于同一科系，尽管波罗的海国家语言与斯堪的纳维亚语言无关。 相反，在斯堪的纳维亚的大学，波罗的海研究通常與斯拉夫学或东欧研究在一起，如奥斯陆大学。